# Моховая (приток Хвостовой)
Моховая — река в России, течет по территории Заполярного района Ненецкого автономного округа. Вытекает из озера на высоте 59 м над уровнем моря. Устье реки находится в 42 км по левому берегу реки Хвостовая на высоте 23 м над уровнем моря. Длина реки составляет 50 км. Сообщается с озером Салякото.

## Данные водного реестра
По данным государственного водного реестра России относится к Двинско-Печорскому бассейновому округу, водохозяйственный участок реки — Печора от водомерного поста Усть-Цильма и до устья, речной подбассейн реки — бассейны притоков Печоры ниже впадения Усы. Речной бассейн реки — Печора.
Код объекта в государственном водном реестре — 03050300212103000083322.